# Ion (mythologie)
Ion was de mythische stamvader van de naar hem genoemde Ioniërs.
Hij werd in het geheim verwekt door Apollon en Creüsa.
Later werd hij tempelbediener in Delphi, waar hij herkend zou worden door zijn moeder en haar man Xouthos wanneer die het orakel raadplegen over hun kinderloosheid.